# 圖什河
圖什河（法語：Touch，法語發音：[tuʃ]）是法國的河流，位於該國西南部，屬於加龍河的左支流，河道全長74.5公里，流域面積515平方公里，平均流量每秒3.92立方米，發源自利亚克，河口處在圖盧茲。

## 外部連結
- http://www.geoportail.fr（页面存档备份，存于）
- Sandre数据库上的圖什河